# 正丙硒醇
正丙硒醇，學名為1-丙硒醇，是一種硒醇類的有機化合物，是正丙醇的一種類似物，其化學式為C3H7SeH。其結構為正丙醇的氧被替換成硒。正丙硫硒醇是一種黃色液體，易揮發，具有難聞的氣味。